# NGC 64
إن جي سي 64 (بالإنجليزية: NGC 64)‏ التي يرمز لها بالرمز NGC 64، هي مجرة، يقع على بعد 330000000 سنة ضوئية من الأرض، في كوكبة قيطس.

## الاكتشاف
اكتشفت في 21 أكتوبر 1886، بواسطة لويس سويفت.